# Gran Premio d'Europa 1983
Il Gran Premio d'Europa 1983 è stata la quattordicesima prova della stagione 1983 del Campionato mondiale di Formula 1. Si è corsa domenica 25 settembre 1983 sul Circuito di Brands Hatch, nel Regno Unito. La gara è stata vinta dal brasiliano Nelson Piquet su Brabham-BMW; per il vincitore si trattò del decimo successo nel mondiale.  Ha preceduto sul traguardo il francese Alain Prost su Renault e il britannico Nigel Mansell su Lotus-Renault.

## Vigilia

### Sviluppi futuri
Emerson Fittipaldi, due volte campione del mondo, testò al Balocco una vettura dell'Alfa Romeo, in vista di un suo possibile ritorno in F1.

### Analisi per il Campionato Piloti
Alain Prost comandava la graduatoria del campionato piloti, a due gare dal termine, con due punti di vantaggio su René Arnoux, cinque su Nelson Piquet e 11 su Patrick Tambay. Prost si sarebbe aggiudicato il suo primo titolo mondiale già in questo Gran Premio, in particolare vincendo con Piquet massimo terzo, con Arnoux non oltre il quinto posto.

### Analisi per il Campionato Costruttori
La Scuderia Ferrari comandava la graduatoria con 17 punti di margine sulla Renault, l'unica altra scuderia che poteva impensierire il team in italiano, per la conquista del titolo iridato. La scuderia italiana si sarebbe aggiudicata il titolo riservato ai team se avesse conquistato solo un punto in meno del team francese.

### Aspetti tecnici
La Brabham, la McLaren e la Renault adottarono degli alettoni posteriori simili a quelli già sperimentati dalla Scuderia Ferrari, ovvero con dei profili supplementari, che ne ampliavano la sezione. Alla Ferrari invece vennero proposte delle modifiche al sistema di raffreddamento. Vennero presentate delle modifiche al motore dell'Alfa Romeo, che avrebbero dovuto ridurre il tempo di risposta del turbo, così come il motore BMW dell'ATS venne dotato di nuovi scarichi. Altre novità vennero presentate dai motori TAG-Porsche, in uso alla McLaren. La Tyrrell affidò anche a Danny Sullivan una 012, mentre la Spirit decise di proseguire con la 201, giudicando la nuova 101 non ancora pronta.

### Aspetti sportivi
Per la prima volta venne tenuto un Gran Premio d'Europa con una denominazione autonoma e non solo aggiunta onorifica a qualche gara corsa sul continente. L'ultima occasione, in cui una gara aveva aggiunto al proprio nome anche quello di Gran Premio d'Europa, era stato il Gran Premio di Gran Bretagna 1977, corso a Silverstone. Già nel 1964 e 1972 le gare, valide come GP di Gran Bretagna, corse a Brands Hatch, aveva ottenuto tale denominazione onorifica. Per la prima volta si organizzavano due gare iridate, nello stesso anno, nel Regno Unito.
Il circuito aveva ospitato, ad aprile, la Race of Champions, gara non valida per il campionato, vinta da Keke Rosberg. Era dal 1976 che uno stesso tracciato non ospitava due gare di F1 nella stessa stagione, anche se solo una valida per il campionato. In quella occasione era capitato proprio a Brands Hatch, che oltre al gran premio nazionale, aveva organizzato anche la Race of Champions.
L'inserimento della gara nel calendario fu dovuta alla cancellazione di altre gare, già previste. Vennero cancellati infatti, il GP di Svizzera, ma con la possibilità che nella stessa data, e sempre a Digione, si potesse tenere un Gran Premio d'Europa, il GP di New York, e quello di Las Vegas. Solo a fine giugno venne inserito in calendario il Gran Premio d'Europa, da tenersi però sul Circuito di Brands Hatch, il 25 settembre. La gara fece segnare, stante anche l'accesa lotta per il titolo, il tutto esaurito in autodromo. Vennero stimati 500 potenziali milioni di telespettatori, grazie alla diretta in Eurovisione.
La Theodore Racing presentò una sola vettura, quella di Roberto Guerrero. Le difficoltà finanziarie del team erano dovute alla separazione tra Mo Nunn, che aveva deciso di proseguire la sua attività negli Stati Uniti, e Teddy Yip. Fu l'ultima apparizione in F1, per il team. In compenso la Williams iscrisse una terza vettura, per il neo campione di F2, Jonathan Palmer. Era dal Gran Premio d'Olanda 1982 che un team non iscriveva più di due vetture a una gara (ai tempi era stata la March). Palmer utilizzò il numero 42, non presente in F1 dal Gran Premio d'Italia 1976, utilizzato da Loris Kessel.

## Qualifiche

### Resoconto
Al venerdì Elio De Angelis fu il più rapido nelle prove ufficiali, dopo che, nelle libere del mattino, era secondo, alle spalle di Nelson Piquet. L'italiano, al pomeriggio, precedette il suo compagno di team, Nigel Mansell, mentre Piquet fu solo terzo. Ottennero risultati più deludenti le Ferrari: René Arnoux chiuse settimo, mentre Patrick Tambay fu solo undicesimo. Arnoux si lamentò che le gomme non duravano più di un giro lanciato, mentre Tambay fu penalizzato da problemi al motore.
La giornata successiva Riccardo Patrese s'inserì al secondo posto. De Angelis conquistò la sua prima pole position, la prima per la Lotus dal Gran Premio del Canada 1978, ovvero dopo 74 gare. Il pilota romano fu anche autore di un'uscita di pista nelle libere della mattina, ma difese la prima posizione agevolmente, utilizzando un solo treno di gomme al sabato. Per la prima volta dal Gran Premio di Francia 1953 due italiani erano ai primi due posti della griglia di partenza. Fu anche la prima pole position per la Pirelli, dai tempi del ritorno in F1, la prima dal Gran Premio d'Argentina 1958. Mansell si confermò terzo, e dietro a lui si classificarono tutti i piloti in lotta per il titolo. Solo Alain Prost era attardato, ottavo, dietro anche al compagno di team Eddie Cheever. Jacques Laffite non si qualificò, per la seconda gara consecutiva, mentre entrò nei 26 Jonathan Palmer, all'esordio.

### Risultati
Nella sessione di qualifica si è avuta questa situazione:
| Pos | Nº | Pilota             | Costruttore             | Tempo    | Griglia |
| --- | -- | ------------------ | ----------------------- | -------- | ------- |
| 1   | 11 | Elio de Angelis    | Lotus-Renault           | 1'12"092 | 1       |
| 2   | 6  | Riccardo Patrese   | Brabham-BMW             | 1'12"458 | 2       |
| 3   | 12 | Nigel Mansell      | Lotus-Renault           | 1'12"623 | 3       |
| 4   | 5  | Nelson Piquet      | Brabham-BMW             | 1'12"724 | 4       |
| 5   | 28 | René Arnoux        | Ferrari                 | 1'13"113 | 5       |
| 6   | 27 | Patrick Tambay     | Ferrari                 | 1'13"157 | 6       |
| 7   | 16 | Eddie Cheever      | Renault                 | 1'13"253 | 7       |
| 8   | 15 | Alain Prost        | Renault                 | 1'13"342 | 8       |
| 9   | 9  | Manfred Winkelhock | ATS-BMW                 | 1'13"679 | 9       |
| 10  | 7  | John Watson        | McLaren-TAG             | 1'13"783 | 10      |
| 11  | 35 | Derek Warwick      | Toleman-Hart            | 1'13"855 | 11      |
| 12  | 36 | Bruno Giacomelli   | Toleman-Hart            | 1'13"949 | 12      |
| 13  | 8  | Niki Lauda         | McLaren-TAG             | 1'13"972 | 13      |
| 14  | 22 | Andrea De Cesaris  | Alfa Romeo              | 1'14"403 | 14      |
| 15  | 23 | Mauro Baldi        | Alfa Romeo              | 1'14"727 | 15      |
| 16  | 1  | Keke Rosberg       | Williams-Ford Cosworth  | 1'14"917 | 16      |
| 17  | 29 | Marc Surer         | Arrows-Ford Cosworth    | 1'15"346 | 17      |
| 18  | 30 | Thierry Boutsen    | Arrows-Ford Cosworth    | 1'15"428 | 18      |
| 19  | 40 | Stefan Johansson   | Spirit-Honda            | 1'15"912 | 19      |
| 20  | 4  | Danny Sullivan     | Tyrrell-Ford Cosworth   | 1'16"640 | 20      |
| 21  | 33 | Roberto Guerrero   | Theodore-Ford Cosworth  | 1'16"769 | 21      |
| 22  | 25 | Jean-Pierre Jarier | Ligier-Ford Cosworth    | 1'16"880 | 22      |
| 23  | 26 | Raul Boesel        | Ligier-Ford Cosworth    | 1'17"177 | 23      |
| 24  | 32 | Piercarlo Ghinzani | Osella-Alfa Romeo       | 1'17"408 | 24      |
| 25  | 42 | Jonathan Palmer    | Williams-Ford Cosworth  | 1'17"432 | 25      |
| 26  | 3  | Michele Alboreto   | Tyrrell-Ford Cosworth   | 1'17"456 | 26      |
| NQ  | 17 | Kenny Acheson      | RAM March-Ford Cosworth | 1'17"577 | NQ      |
| NQ  | 31 | Corrado Fabi       | Osella-Alfa Romeo       | 1'17"816 | NQ      |
| NQ  | 2  | Jacques Laffite    | Williams-Ford Cosworth  | 1'18"261 | NQ      |

## Gara

### Resoconto
Prima del via Riccardo Patrese ebbe un problema al motore della sua Brabham, e decise di partire col muletto, adattato però alle esigenze del suo compagno di team, Nelson Piquet.
Il pilota padovano alla partenza fu più rapido del connazionale Elio De Angelis, e si pose al comando della gara. Anche Nigel Mansell tentò di passare De Angelis alla Druids, ma senza successo; pure Eddie Cheever ebbe un buon spunto al via, ove passò le due Ferrari, e tentò anche di mettersi davanti a Nelson Piquet, che resistette all'attacco. Manfred Winkelhock si pose davanti a René Arnoux, mentre Tambay fu passato anche dall'altro pilota della Renault, Alain Prost. Al termine del primo giro la classifica recitava Patrese, De Angelis, Mansell, Piquet, Cheever, Winkelhock, Arnoux, Prost e Tambay.
Al secondo giro Prost passò sia Winkelhock che Arnoux, col tedesco che dovette cedere anche ad Arnoux. Davanti, intanto, Mansell subiva dei problemi nel mettere a temperatura gli pneumatici con Piquet e Cheever che passarono il britannico. Le difficoltà del pilota della Lotus proseguirono anche nel giro successivo, ove fu costretto a cedere anche a Prost e Arnoux.
De Angelis si pose all'attacco di Patrese, così come Prost si avvicinò a Cheever, che passò al nono giro. I primi sei avevano un buon margine sul resto del gruppo, guidato da un lento Mansell.
All'undicesimo passaggio ci fu un contatto tra i primi due; la vettura di De Angelis toccò quella di Patrese, in un tentativo di sorpasso: entrambi finirono sull'erba. Patrese ripartì subito, secondo dietro a Nelson Piquet, mentre De Angelis scalò sesto. La gara del pilota romano durò ancora due giri, quando fu costretto al ritiro col motore fuori uso.
Alain Prost si trovò, per qualche giro, dietro a Patrese, che così favoriva la fuga del compagno di team Piquet. Il francese passò il pilota della Brabham al giro 15. Cinque giri dopo René Arnoux terminò in testacoda, fermandosi sui cordoli della curva Stirling. Aiutato dai commissari rientrò in pista, ormai però staccato dalla zona dei punti.
Piquet comandava la gara davanti a Prost, staccato di dieci secondi: si era poi formato un trenino, che vedeva al comando Patrese, seguito da Cheever, Mansell, Tambay, De Cesaris e Winkelhock.
Al ventottesimo giro si ruppe una canalizzazione dell'olio sulla Tyrrell di Danny Sullivan; il pilota statunitense si accorse subito dell'incendio che stava propagandosi alla vettura, e si fermò in una via di fuga, ove i commissari poterono spegnere le fiamme.
Eddie Cheever si fermò per la sosta al giro 35, rientrando undicesimo. Nei giri seguenti si fermarono anche De Cesaris, Winkelhock e Arnoux. Al giro 38 si staccò un alettone anteriore sulla McLaren di John Watson, già danneggiato in precedenza. Il pilota britannico perse il controllo della monoposto, e sbatté contro le barriere.
Al giro 39 una lunga sosta di Patrese ai box, dovuta alle difficoltà dei meccanici a sostituirgli uno pneumatico lo fece scendere in decima posizione. Nei giri seguenti toccò anche a Prost e Mansell fermarsi per cambiare le gomme, senza particolari problemi. Al giro 43 toccò a Patrick Tambay, e al giro 44 al leader Piquet: anche in questo caso alla Brabham vi furono dei problemi nel fissaggio di una ruota, ma il brasiliano rientrò in gara primo. Dietro al brasiliano vi era Alain Prost, poi Patrick Tambay, Nigel Mansell, Eddie Cheever, Andrea De Cesaris, Derek Warwick, Bruno Giacomelli e Riccardo Patrese.
Le possibilità di arrivo ai punti per Cheever sfumarono pochi giri dopo, quando fu costretto a una sosta imprevista per un problema alla visiera del casco, che venne aggiustata con del nastro adesivo dai suoi meccanici. Lo statunitense sprofondò in classifica in quattordicesima posizione.
Prost subiva dei problemi agli pneumatici e non godeva di un motore performante, ciò che gli impedì di attaccare Piquet per il primo posto. Anche René Arnoux fu nuovamente costretto al cambio delle gomme, abbandonando così le speranze residue di marcare punti iridati. Al giro 56 entrò in azione, inavvertitamente, l'estintore sulla vettura di Warwick. Il britannico riuscì a proseguire anche se con problemi di visibilità e di sensibilità al braccio destro.
Al sessantesimo giro Mansell ebbe la meglio su Tambay, per il terzo posto alla Paddock Hill; il ferrarista aveva degli pneumatici rovinati e dei freni ormai al limite di rottura. Due giri dopo il francese uscì di pista alla Druids, a causa del bloccaggio di una ruota.
Nelson Piquet conquistò la sua decima vittoria nel mondiale di F1, davanti ad Alain Prost e Nigel Mansell. Prost comandava la classifica del mondiale piloti, con due punti di vantaggio su Piquet.

### Risultati
I risultati del gran premio furono i seguenti:
| Pos | No | Pilota             | Costruttore             | Giri | Tempo/Ritiro    | Pos. Griglia | Punti |
| --- | -- | ------------------ | ----------------------- | ---- | --------------- | ------------ | ----- |
| 1   | 5  | Nelson Piquet      | Brabham-BMW             | 76   | 1h36'45"865     | 4            | 9     |
| 2   | 15 | Alain Prost        | Renault                 | 76   | + 6"571         | 8            | 6     |
| 3   | 12 | Nigel Mansell      | Lotus-Renault           | 76   | + 30"315        | 3            | 4     |
| 4   | 22 | Andrea De Cesaris  | Alfa Romeo              | 76   | + 34"396        | 14           | 3     |
| 5   | 35 | Derek Warwick      | Toleman-Hart            | 76   | + 44"915        | 11           | 2     |
| 6   | 36 | Bruno Giacomelli   | Toleman-Hart            | 76   | + 52"190        | 12           | 1     |
| 7   | 6  | Riccardo Patrese   | Brabham-BMW             | 76   | + 1'12"684      | 2            |       |
| 8   | 9  | Manfred Winkelhock | ATS-BMW                 | 75   | + 1 giro        | 9            |       |
| 9   | 28 | René Arnoux        | Ferrari                 | 75   | + 1 giro        | 5            |       |
| 10  | 16 | Eddie Cheever      | Renault                 | 75   | + 1 giro        | 7            |       |
| 11  | 30 | Thierry Boutsen    | Arrows-Ford Cosworth    | 75   | + 1 giro        | 18           |       |
| 12  | 33 | Roberto Guerrero   | Theodore-Ford Cosworth  | 75   | + 1 giro        | 21           |       |
| 13  | 42 | Jonathan Palmer    | Williams-Ford Cosworth  | 74   | + 2 giri        | 25           |       |
| 14  | 40 | Stefan Johansson   | Spirit-Honda            | 74   | + 2 giri        | 19           |       |
| 15  | 26 | Raul Boesel        | Ligier-Ford Cosworth    | 73   | + 3 giri        | 23           |       |
| Rit | 27 | Patrick Tambay     | Ferrari                 | 67   | Testacoda       | 6            |       |
| Rit | 3  | Michele Alboreto   | Tyrrell-Ford Cosworth   | 64   | Motore          | 26           |       |
| Rit | 32 | Piercarlo Ghinzani | Osella-Alfa Romeo       | 63   | Acceleratore    | 24           |       |
| Rit | 29 | Marc Surer         | Arrows-Ford Cosworth    | 50   | Motore          | 17           |       |
| Rit | 1  | Keke Rosberg       | Williams-Ford Cosworth  | 43   | Motore          | 16           |       |
| Rit | 23 | Mauro Baldi        | Alfa Romeo              | 39   | Frizione        | 15           |       |
| Rit | 7  | John Watson        | McLaren-TAG Porsche     | 36   | Incidente       | 10           |       |
| Rit | 4  | Danny Sullivan     | Tyrrell-Ford Cosworth   | 27   | Perdita d'olio  | 20           |       |
| Rit | 8  | Niki Lauda         | McLaren-TAG Porsche     | 25   | Motore          | 13           |       |
| Rit | 11 | Elio De Angelis    | Lotus-Renault           | 12   | Pompa dell'olio | 1            |       |
| Rit | 25 | Jean-Pierre Jarier | Ligier-Ford Cosworth    | 0    | Frizione        | 22           |       |
| NQ  | 17 | Kenny Acheson      | RAM March-Ford Cosworth |      |                 |              |       |
| NQ  | 31 | Corrado Fabi       | Osella-Alfa Romeo       |      |                 |              |       |
| NQ  | 2  | Jacques Laffite    | Williams-Ford Cosworth  |      |                 |              |       |
| NA  | 43 | Stefan Bellof      | McLaren-Ford Cosworth   |      |                 |              |       |

## Classifiche

### Piloti
| Pos. | Pilota            | Punti |
| ---- | ----------------- | ----- |
| 1    | Alain Prost       | 57    |
| 2    | Nelson Piquet     | 55    |
| 3    | René Arnoux       | 49    |
| 4    | Patrick Tambay    | 40    |
| 5    | Keke Rosberg      | 25    |
| 6    | John Watson       | 22    |
| 7    | Eddie Cheever     | 21    |
| 8    | Niki Lauda        | 12    |
| 9    | Jacques Laffite   | 11    |
| 10   | Michele Alboreto  | 10    |
| 11   | Nigel Mansell     | 10    |
| 12   | Andrea De Cesaris | 9     |
| 13   | Derek Warwick     | 6     |
| 14   | Riccardo Patrese  | 4     |
| 15   | Marc Surer        | 4     |
| 16   | Mauro Baldi       | 3     |
| 17   | Elio De Angelis   | 2     |
| =    | Danny Sullivan    | 2     |
| 19   | Bruno Giacomelli  | 1     |
| =    | Johnny Cecotto    | 1     |

### Costruttori
| Pos. | Team                   | Punti |
| ---- | ---------------------- | ----- |
| 1    | Ferrari                | 89    |
| 2    | Renault                | 78    |
| 3    | Brabham-BMW            | 59    |
| 4    | Williams-Ford Cosworth | 36    |
| 5    | McLaren-Ford Cosworth  | 34    |
| 6    | Tyrrell-Ford Cosworth  | 12    |
| 7    | Alfa Romeo             | 12    |
| 8    | Lotus-Renault          | 11    |
| 9    | Toleman-Hart           | 7     |
| 10   | Arrows-Ford Cosworth   | 4     |
| 11   | Theodore-Ford Cosworth | 1     |
| 12   | Lotus-Ford Cosworth    | 1     |